# Megacyclops latipes
Megacyclops latipes – gatunek widłonoga z rodziny Cyclopidae. Opisał go w 1927 roku brytyjski biolog i nauczyciel Ashley Gordon Lowndes, nadając mu nazwę Cyclops latipes.